# Tunnel (Binnenschiff)
Der Tunnel bei Binnenschiffen wird von paarweise seitlichen Schürzen direkt vor den Propellern gebildet. Bei niedrigen Wasserständen und teilbeladenem Schiff verhindert er das Ansaugen von Luft. Bei tief im Wasser liegendem Schiff verschlechtert er den Wirkungsgrad.
Eine verbesserte Anströmung des Propellers lässt sich mit einem Flextunnel erreichen, bei dem die Schürzen als bewegliche Klappen ausgebildet sind, die mit Hydraulikzylindern bei tief im Wasser liegendem Schiff ein- und sonst ausgeklappt werden können.
Tunnel wurden eingeführt, weil der Tiefgang bei Binnenschiffen begrenzt ist, aber immer größere Propeller verwendet wurden, einerseits weil moderne Schiffe größer sind und andererseits größere, langsamer drehende Propeller einen besseren Wirkungsgrad haben.